# Rennes-en-Grenouilles
Rennes-en-Grenouilles és un municipi francès situat al departament de Mayenne i a la regió de País del Loira. L'any 2007 tenia 109 habitants.

## Demografia

### Població
El 2007 la població de fet de Rennes-en-Grenouilles era de 109 persones. Hi havia 36 famílies de les quals 8 eren unipersonals (4 homes vivint sols i 4 dones vivint soles), 16 parelles sense fills i 12 parelles amb fills.
La població ha evolucionat segons el següent gràfic:
Habitants censats

### Habitatges
El 2007 hi havia 67 habitatges, 45 eren l'habitatge principal de la família, 10 eren segones residències i 12 estaven desocupats. 66 eren cases i 1 era un apartament. Dels 45 habitatges principals, 36 estaven ocupats pels seus propietaris, 9 estaven llogats i ocupats pels llogaters i 1 estava cedit a títol gratuït; 2 tenien dues cambres, 16 en tenien tres, 10 en tenien quatre i 18 en tenien cinc o més. 37 habitatges disposaven pel capbaix d'una plaça de pàrquing. A 21 habitatges hi havia un automòbil i a 23 n'hi havia dos o més.

### Piràmide de població
La piràmide de població per edats i sexe el 2009 era:
| Homes | Edats   | Dones |
| ----- | ------- | ----- |
| 0     | 95 o +  | 0     |
| 0     | 90 a 94 | 1     |
| 0     | 85 a 89 | 1     |
| 1     | 80 a 84 | 1     |
| 2     | 75 a 79 | 0     |
| 2     | 70 a 74 | 3     |
| 5     | 65 a 69 | 1     |
| 8     | 60 a 64 | 6     |
| 2     | 55 a 59 | 5     |
| 3     | 50 a 54 | 3     |
| 1     | 45 a 49 | 4     |
| 2     | 40 a 44 | 5     |
| 5     | 35 a 39 | 0     |
| 6     | 30 a 34 | 3     |
| 5     | 25 a 29 | 4     |
| 6     | 20 a 24 | 2     |
| 2     | 15 a 19 | 2     |
| 3     | 10 a 14 | 1     |
| 5     | 5 a 9   | 0     |
| 3     | 0 a 4   | 2     |

## Economia
El 2007 la població en edat de treballar era de 65 persones, 52 eren actives i 13 eren inactives. De les 52 persones actives 50 estaven ocupades (28 homes i 22 dones) i 2 estaven aturades (1 home i 1 dona). De les 13 persones inactives 10 estaven jubilades, 1 estava estudiant i 2 estaven classificades com a «altres inactius».
Activitats econòmiques
L'any 2000 a Rennes-en-Grenouilles hi havia 27 explotacions agrícoles que ocupaven un total de 800 hectàrees.

## Poblacions més properes
El següent diagrama mostra les poblacions més properes.